# Elettroforesi

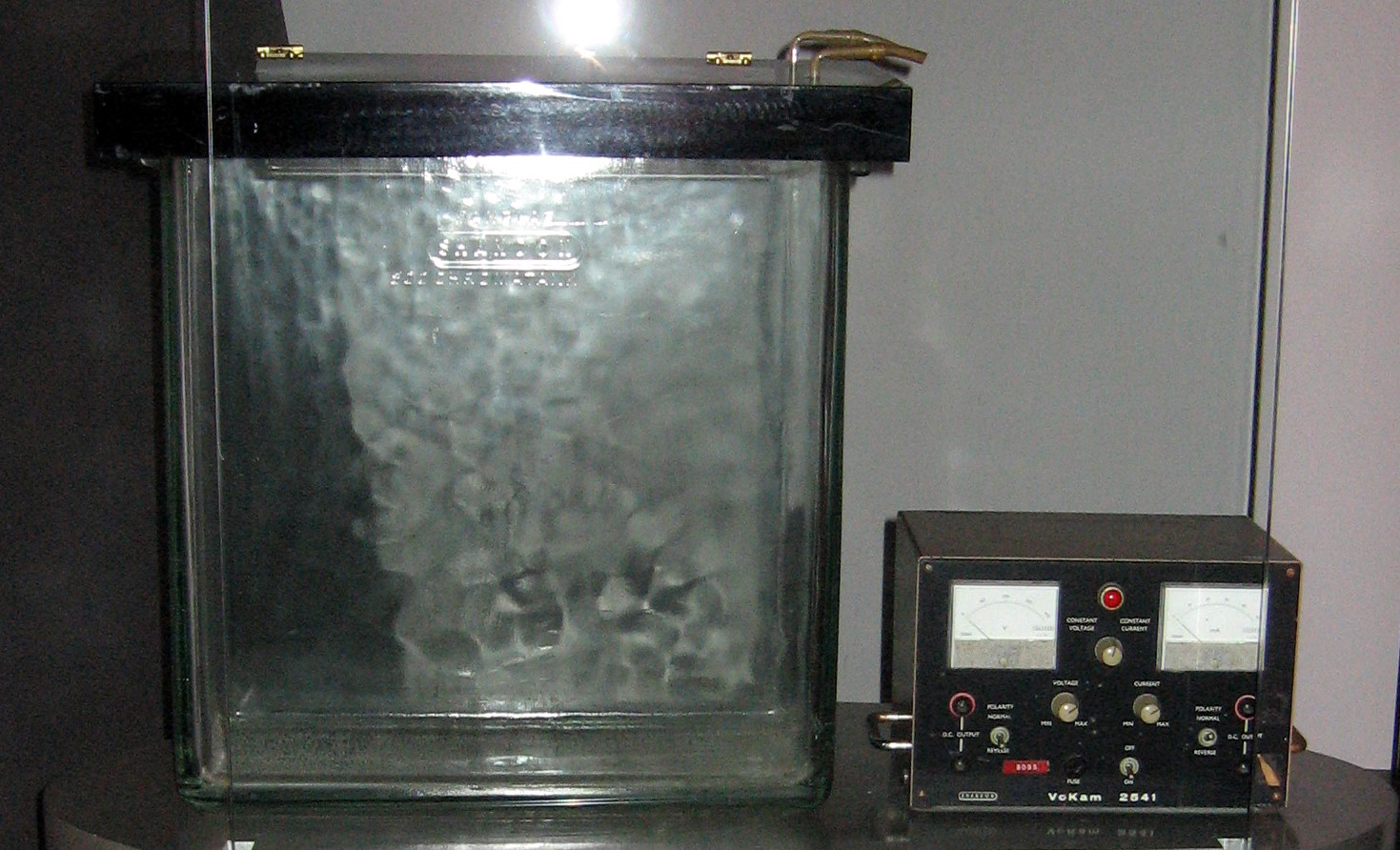
Un apparato per elettroforesi utilizzato dal due volte Premio Nobel Fred Sanger negli anni cinquanta

Moto di uno ione in una soluzione elettrolitica, sotto l'influsso di un campo elettrico esterno.

L'elettroforèsi è una tecnica analitica e separativa basata sul movimento di particelle elettricamente cariche (ioni, molecole) immerse in un fluido per effetto di un campo elettrico applicato mediante una coppia di elettrodi al fluido stesso. Gli elettrodi, con riferimento ad una cella elettrolitica, sono detti catodo quello che assume carica negativa e anodo quello che assume carica positiva, per cui le particelle si muovono verso l'elettrodo avente carica opposta rispetto alla carica della particella; in particolare si spostano verso il catodo se hanno carica positiva e verso l'anodo se hanno carica negativa; nel primo caso il processo è detto cataforesi, nel secondo anaforesi.
L'elettroforesi è un particolare fenomeno elettrocinetico. Un altro esempio di fenomeno elettrocinetico, simile all'elettroforesi, è l'elettrosmosi, in cui le sostanze presenti allo stato solido rimangono immobili, mentre quelle liquide migrano per effetto del campo elettrico applicato.

## Storia
Il fenomeno dell'elettroforesi fu descritto per la prima volta nel 1807 da Ferdinand Friedrich Reuss, che osservò la migrazione di particelle di argilla immerse in acqua in presenza di un campo elettrico esterno.
Il primo dispositivo per svolgere l'elettroforesi fu realizzato nel 1937 dal biochimico svedese Arne Tiselius.
Grazie alle sue ricerche sull'elettroforesi delle proteine, Arne Tiselius vinse il Premio Nobel per la chimica nel 1948.

## Mobilità elettroforetica
La mobilità delle molecole nel gel varia secondo alcuni parametri: le dimensioni delle molecole, le cariche, natura e concentrazione del mezzo elettroforetico, la conformazione delle molecole, la tensione applicata.
La mobilità elettroforetica, grandezza che esprime la tendenza di una specie chimica a muoversi all'interno di un campo elettrico applicato, può essere ricavata sfruttando l'equazione di Henry:
{\displaystyle U_{e}={\frac {2\cdot \varepsilon \cdot \zeta \cdot f(ka)}{3\cdot \eta }}}
dove {\displaystyle \,U_{e}} è la mobilità elettroforetica, {\displaystyle \,\varepsilon } è la costante dielettrica, {\displaystyle \,\zeta } il potenziale zeta, {\displaystyle \,f(ka)} la funzione di Henry e {\displaystyle \,\eta } la viscosità del solvente.

## Elettroforesi su gel a campo alternato
Non tutte le molecole di DNA presentano la stessa forma a parità di dimensioni (in termini di numero di coppie di basi), queste migreranno nel gel in maniera differente; per ovviare a questo problema è possibile utilizzare un sistema a campo alternato in cui le molecole di DNA sono sottoposte alternativamente a due campi elettrici diversi a 90° l'uno dall'altro. Quando le molecole sono sottoposte anche ad un campo perpendicolare a quello della loro migrazione le molecole si riorienteranno in funzione del nuovo campo: le molecole più piccole saranno capaci di riorientarsi più rapidamente rispetto a quelle più grandi e avranno quindi maggiore mobilità.

## Uso tecnologico
In un'emulsione di lattice di caucciù ad esempio, le goccioline di gomma tendono ad acquisire una carica elettrica per assorbimento di ioni. Se viene applicata una differenza di potenziale tra una coppia di elettrodi immersi nell'emulsione, le particelle di gomma migrano verso l'elettrodo di carica opposta alla propria, dove si accumulano ricalcandone la forma. Con questo processo vengono realizzati guanti chirurgici di gomma e articoli simili. In modo analogo si verniciano, mediante deposizione elettroforetica, molti dei componenti di un'automobile. Il filtro elettrostatico di Cottrell viene utilizzato nelle ciminiere per ridurre l'emissione di particelle di fumo nell'atmosfera, facendo depositare parte di esse su un elettrodo posto all'interno della ciminiera.